# Gibbaranea nanguosa
Gibbaranea nanguosa är en spindelart som beskrevs av Yin och Gong 1996. Gibbaranea nanguosa ingår i släktet Gibbaranea och familjen hjulspindlar. Inga underarter finns listade i Catalogue of Life.